# Банда (море)
Вижте пояснителната страница за други значения на Банда.
Море Банда (на английски: Banda sea; на индонезийски: Laut Banda) е междуостровно море в Тихия океан, разположено в източната част на Малайския архипелаг, на територията на Индонезия и Източен Тимор. Според данните на Международната хидрографска организация границите на морето са следните:
- на север границата с Молукско море преминава по южните брегове на о-вите Бангай, о. Талиабу, о. Манголе и др., протоците Пеленг, Чапалулу и др;
- на североизток границата с море Серам преминава по южните брегове на островите Сулавеси, Буру, Серам, Манавока, Ватубела и др., протоците Пита, Манипа и др;
- на изток и югоизток границата с Арафурско море през о-вите Кай, о-вите Танимбар и о-вите Бабар и протоците между тях;
- на юг границата с Тиморско море преминава по северните брегове на о-вите Лети и о. Тимор;
- на югозапад границата с море Саву преминава през протока Омбай, по северните брегове на островите Алор, Пантар, Ломблен (Лембата) и Адонара и протоците между тях;
- на запад границата с море Флорес преминава от североизточния нос на остров Флорес, островите Маду, Бонерате, Калао, Танахджампеа и Паси, протоците между тях, протока Салаяр и завършва в крайния южен нос на остров Сулавеси;
- на северозапад водите на море Банда мият бреговете на остров Сулавеси с големите заливи Бони и Толо.[1]

Дължина от запад на изток 1250 km, ширина до 700 km, площ 695 хил. km², средна дълбочина 3064 m, максимална 7440 m, разположена в крайната му източна част. Морските течения през февруари са с направление на югоизток и изток, а през август – на запад и северозапад. Средногодишна температура на водата 27 °С, соленост 33,0 – 34,5‰. Приливите са смесени с височина до 2,4 m. Животинският свят е богат, като се срещат летящи риби, акули, тунец, октоподи и др. Основно пристанище – град Амбон на едноименния остров.
Птиците са застрашени от събирачи на яйца, както и от котки и гризачи, въведени на островите. Ямна в Танимбарските острови е пример за голям и доста ненаселено местообитание и е защитена територия. 